# Боягузливий флейтист (фільм)
«Боягузливий флейтист» (англ. The Coward's Flute) — американська короткометражна драма режисера Улісса Девіса 1911 року.

## Сюжет
Артур Паже, син генерала, був боягузом, який відмовився воювати за свою країну. Він вважав за краще грати на флейті й кохати Люсі Ларком. Тим часом лейтенант Блейні любив золото більше, ніж Люсі, і прославився своєю хоробрістю в бою. Боягузтво Артура змусило його родину зневажати його, але він знаходив розраду у своїй флейті. У битві лейтенант Блейні потрапив у полон і піддався спокусі зрадити плани свого генерала, що призвело до перемоги ворога. Артур, натхненний благородною ідеєю, використав свою флейту, щоб згуртувати відступаючих солдатів і привести їх до перемоги. Він став героєм, тоді як лейтенант Блейні загинув з ганьбою. Сім'я Люсі та Артура захоплювалася його мужністю.

## У ролях
- Вільям Г. Крейн — Артур Пейдж — боягуз